# City of Singapore (schip, 1923)
De City of Singapore was een Brits stoomvrachtschip van 6555 ton, dat in de Tweede Wereldoorlog door een  Duitse onderzeeboot tot zinken werd gebracht.

## Geschiedenis
In 1923 werd het te water gelaten vanaf de scheepswerf van W. Gray & Co. Ltd, West Hartlepool. De eigenaar van de City of Singapore was Ellerman Lines Ltd, Londen, met Liverpool als thuishaven. Het Britse vrachtschip City of Singapore werd genoemd naar de stad Singapore.

## De laatste reis
Het schip was geladen met 9025 ton algemene vracht, inclusief 2700 ton ijzer, lijnzaad, jute en 2400 ton aardnoten en post. Het was vertrokken met 97 bemanningsleden aan boord, vanuit Calcutta, India, naar Sekondi-Takoradi, Ghana, waar het werd ingedeeld in konvooi TS-37 op 26 april 1943 en samen met dit konvooi vertrok naar Freetown, Sierra Leone. Later zou het vanuit Freetown vertrekken naar Liverpool, maar dit zou nooit gebeuren.

## De ondergang
Om 05.40 uur 's morgens op 1 mei 1943, viel de U-515, onder bevel van Werner Henke, het konvooi TS-37 voor de tweede maal aan, dat op ongeveer 75 zeemijl ten zuidwesten van Freetown opstoomde. De avond voordien had Henke al een slachting gemaakt door vier vrachtschepen naar de zeebodem te torpederen, in een zeer korte tijdspanne. En het zag ernaar uit dat Henke op die ochtend van 1 mei weer succes zou hebben, want hij bleef het konvooi achtervolgen om het aan te vallen. De U-515 had geen enkele tegenstand moeten ondergaan op 30 april en dit zou hij op 1 mei ook niet ondervinden.
Henke viel konvooi TS-37 aan en vuurde drie torpedo's af naar de konvooischepen die maar zwak verdedigd werden door één korvet en drie gewapende trawlers. De eerste torpedotreffer raakte de City of Singapore na 1 minuut en 8 seconden in het achterschip en Henke merkte op dat het Britse vrachtschip hevig begon te branden voordat het wegzonk in positie 07°55’ noord en 14°16’ west. De tweede torpedo sloeg in op het Belgische vrachtschip Mokambo na 1 min. en 5 sec., dat eveneens genoteerd werd door de U-515, en bracht de Mokambo in lichterlaaie. De derde torpedotreffer gebeurde na zo'n 35 seconden na lancering op de Clan Macpherson, die daarna begon weg te zinken met de achtersteven eerst onder water.
Kapitein Alfred George Freeman, 86 bemanningsleden en tien artilleristen van de City of Singapore werden door HMS Arran (T 06) (Lt. D.S. Sutton) en HMS Birdlip (T 218) (Lt. E.N. Groom) aan boord genomen en dezelfde dag nog naar Freetown gebracht. Van de 97 opvarenden vielen geen slachtoffers.